# Егоров, Фёдор Егорович
Фёдор Его́рович Его́ров (10 мая 1866, д. Шургесола, Себеусадская волость, Царевококшайский уезд, Казанская губерния, Российская империя — после 1 января 1937, предп. Омск, РСФСР, СССР) – марийский советский деятель просвещения, организатор музейного дела, учёный-историк, краевед, литератор, журналист, педагог. Один из основоположников марийской художественной литературы. Первый заведующий Марийским областным музеем (1921—1924) (ныне — Национальный музей Республики Марий Эл им. Т. Евсеева).

## Биография
Родился в д. Шургесола ныне Моркинского района Марий Эл в крестьянской семье. В 1888 году окончил Казанскую учительскую инородческую семинарию, в 1896 году —  миссионерские курсы. Учитель сельских школ в Мамадышском, Царевококшайском, Уржумском уездах, Кугенере, Ронге, Сернуре. С 1919 года — преподаватель Краснококшайского педагогического техникума.
В 1921—1924 годах – первый заведующий (директор) Марийским областным музеем (ныне — Национальный музей Республики Марий Эл им. Т. Евсеева). Сотрудник Марийского общества краеведения.
29 января 1931 года был арестован в составе «группы федералистов», обвинён в пропаганде местного национализма, шпионаже, стремлении создать Федерацию финно-угорских народов под протекторатом Финляндии. 14 декабря 1931 года осуждён на 3 года высылки, отбывал наказание в Чебоксарах.
В 1934 году выехал из Марийской автономной области, уехал в Омск к дочери. О дальнейшей судьбе сведений нет.

## Семья
Сын — Константин Фёдорович Егоров (1897—1937), основоположник марийского профессионального изобразительного искусства.

## Музейная деятельность
18 сентября 1919 года марийская национальная секция Краснококшайского уездного отдела народного образования поручила приступить к сбору материала для уездного музея марийскому историку-краеведу, преподавателю Краснококшайских педагогических курсов Фёдору Егоровичу Егорову. В 1921 году он был назначен заведующим Областным музеем в г. Краснококшайске, который организовал как этнографический кабинет при Краснококшайском педагогическом техникуме. Затем Ф. Егоров начал сбор экспонатов, находящихся в разных учебных заведениях г. Краснококшайска.

## Историко-краеведческая деятельность
Известен как собиратель исторических преданий и легенд.
В 1916 году издал в Вятке отдельный этнографический очерк на марийском языке «Керемет».
Сотрудник Марийского общества краеведения. В 1928 году был участником этнографической экспедиции (вместе с В. М. Васильевым) по Марийской автономной области и Татарской республике.
В 1929 году являлся консультантом съёмки документального фильма о марийцах (студия «Восток-Кино»; режиссёр П. Р. Приймак).
В 1929 году в Козьмодемьянске вышла в свет его книга «Материалы по истории мари». Автор статей по истории и этнографии народа мари в журналах «У илыш» («Новая жизнь»), «Марий Эл» и др.

## Литературная и журналистская деятельность
Признан как один из основоположников марийской художественной литературы, автор стихотворений, рассказа «Тулык эрге» («Сын огня») и др. В 1913 году опубликовал своё первое стихотворение «Элнет пӱнчер» («Илетский бор») в журнале «Марла календарь» («Марийский календарь»).
В 1910 году был  переводчиком финского профессора Уно Голмберга, посетившего Уржумский уезд Вятской губернии с целью изучения культура и быта местных мари.
В 1919 году работал корректором газеты «Йошкар кече» («Красный день») в Казани.
Активный и плодотворный сотрудник журнала «Марла календарь», первых марийских газет «Война увер» («Военные вести»), «Ӱжара» («Заря»). Пользовался псевдонимами Ф. Коркан, Коркан-Курык мари, Йогор Пöдыр и др.